# Lista de praias em Portugal
As praias portuguesas são listadas por região e, depois, por município.
O símbolo (FL) indica as praias fluviais; (BA) indica as praias com bandeira azul; (NO) indica as praias oficiais de nudismo, e (NT) as de nudismo tolerado.

## Norte

### Alfândega da Fé
- Praia Fluvial da Albufeira de Estevainha (FL)

### Arcos de Valdevez
- Praia Fluvial da Valeta (FL)

### Braga
- Praia fluvial de Adaúfe (FL)
- Praia fluvial de Verim (FL)

### Caminha
| - Praia da Árvore - Praia Azul - Praia de Caminha (BA) - Praia da Congreira - Praia da Foz do Minho |  | - Praia da Ladeira - Praia da Lenta - Praia da Luzimar - Praia do Mar e Sol - Praia do Moledo (BA) |  | - Praia do Moreiró - Praia da Olinda - Praia do Pinhal - Praia do Pôr do Sol - Praia do Puço |  | - Praia da Senhora da Guia - Praia do Turismo - Praia da Vila Chã - Praia de Vila Praia de Âncora (BA) |

### Castro Daire
- Praia fluvial de Folgosa (FL)

### Esmoriz
- Praia da Barrinha
- Praia pequena

### Espinho
- Praia da Baía (BA)
- Praia da Frente Azul

### Esposende

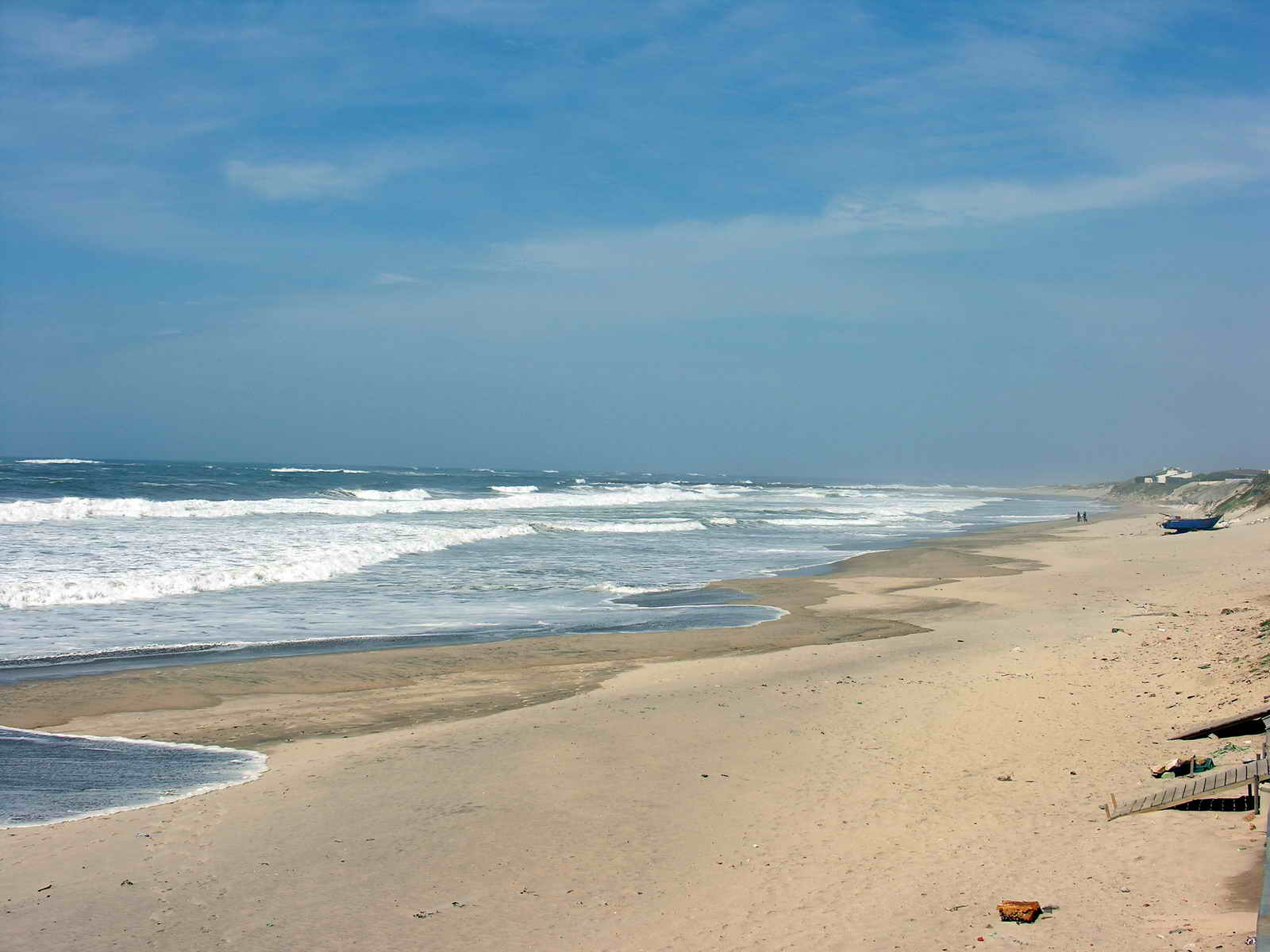
Praia de Ofir.

| - Praia da Apúlia (BA) - Praia de Cepães (BA) - Praia de Ofir (BA) (Imagem) - Praia de Suave Mar (BA) |  | - Praia de S. Bartolomeu do Mar - Praia de Belinho - Praia de Rio de Moinhos |

### Freixo de Espada à Cinta
- Praia Fluvial da Congida (FL)

### Macedo de Cavaleiros
- Praia do Albufeira do Azibo (FL, BA)

### Matosinhos
- Praia da Memória (BA)
- Praia de Pedras do Corgo (BA)
- Praia da Agudela (BA)
- Praia do Aterro (BA)
- Praia do Cabo do Mundo (BA)
- Praia de Matosinhos
- Praia de Leça da Palmeira (BA)
- Praia da Boa Nova (BA)
- Praia Azul (Conchinha)
- Praia do Marreco (BA)
- Praia da Quebrada (BA)
- Praia das Pedras Brancas
- Praia do Funtão (BA)
- Praia de Angeiras Norte
- Praia de Angeiras Sul
- Praia de Fuzelhas (BA)

### Mirandela
- Praia Fluvial de Frechas (FL)

### Monção
- Praia fluvial de Ponte de Mouro (FL)

### Porto
| - Praia do Castelo do Queijo - Praia do Homem do Leme (BA) - Praia de Gondarém/Molhe - Praia da Foz |

### Póvoa de Varzim
| - Praia Azul (BA Sul I) - Praia da Barranha (BA Barranha) - Praia dos Beijinhos (BA Norte) - Praia do Carvalhido (BA Sul I) - Praia da Codicheira |  | - Praia do Esteiro (BA Quião) - Praia da Fragosa (BA Fragosa) - Praia do Hotel (BA Norte) - Praia da Lada (BA Norte) - Praia da Lagoa (BA Norte) |  | - Praia de Leixão (BA Sul II) - Praia do Paimó (BA Paimó) - Praia da Pedra Negra (BA Quião) - Praia do Penedo de Coim (BA Quião) - Praia do Quião (BA - Quião) |  | - Praia Redonda (BA Sul II) - Praia do Rio Alto (ou da Estela) (NT, BA Barranha) - Praia da Salgueira (BA Sul I) - Praia de Santo André (BA Quião) - Praia Verde (BA Norte) |

### Santa Marta de Penaguião
- Praia fluvial de Fornelos (FL)

### Tarouca
- Praia Fluvial de Mondim da Beira (FL)

### Tondela
- Praia Fluvial de Nandufe (FL)

### Viana do Castelo
| - Praia de Afife (BA) - Praia da Amorosa Nova (BA) - Praia da Amorosa Velha (BA) - Praia do Aquário - Praia da Arda (BA) |  | - Praia da Argoçosa - Praia do Bico Arda - Praia do Cabedelo (BA) - Praia do Carreço (BA) - Praia do Castelo do Neiva (BA) |  | - Praia da Ínsua - Praia Norte - Praia do Paçô (BA) - Praia das Pontes Norte - Praia da Rodanho |

### Vila do Conde
| - Praia Azul - Praia da Ladeira - Praia da Azurara - Praia das Caxinas |  | - Praia do Mindelo - Praia do Forno - Praia de Labruge - Praia do Pinhal |

### Vila Nova de Cerveira
- Praia Fluvial da Lenta (FL)

### Vila Nova de Gaia
| - Praia da Aguda (BA) - Praia de Canide (BA) - Praia de Dunas Mar (BA) - Praia de Francelos (BA) - Praia da Francemar (BA) |  | - Praia da Granja (BA) - Praia de Lavadores (BA) - Praia da Madalena (BA) - Praia do Mar e Sol (BA) - Praia de Miramar (BA) |  | - Praia de Salgueiros (Bandeira Azul retirada em 2008 devido a obras por concluir) - Praia da Sãozinha (BA) - Praia do Senhor da Pedra - Praia de Valadares Norte (BA) - Praia de Valadares Sul (BA) |

### Vinhais
- Praia de Ponte de Frades (FL)
- Praia de Ponte da Ranca (FL)
- Praia de Ponte Soeira (FL)

## Centro

### Abrantes
- Praia Fluvial da Aldeia do Mato (FL)
- Praia Fluvial de Fontes (FL)

### Águeda
- Praia Fluvial de Souto do Rio (FL)

### Arganil
- Praia Fluvial de Piódão (FL)

### Aveiro
- Praia das Dunas de São Jacinto (BA)
- Praia da Barra (BA)
- Costa Nova (BA)

### Cantanhede
• Praia dos Almadoiros (NT)
- Praia do Palheirão (NT)
- Praia da Tocha (BA)

### Castanheira de Pêra
- Praia Fluvial de Poço Corga (FL)
- Praia das Rocas

### Castelo Branco
- Praia Fluvial de Almaceda (BA)
- Praia Fluvial do Sesmo (BA)
- Praia Fluvial dos Lentiscais (BA)

### Castro Daire
- Ruínas da Ponte de Cabaços

### Coimbra
- Praia fluvial de Palheiros e Zorro (FL)
- Praia Fluvial de Ourondo (FL)
- Praia Fluvial do Paul (FL)
- Praia Fluvial de Unhais da Serra (FL)
- Praia Fluvial de Verdelhos (FL)
- Praia Fluvial de Vila do Carvalho (FL)

### Covilhã
- Praia Fluvial e Piscinas Naturais de Cortes do Meio (FL)
- Praia Fluvial do Paul (FL)
- Praia Fluvial da Vila do Carvalho (FL)
- Praia Fluvial de Unhais da Serra (FL)
- Zona balnear de Sobral de São Miguel (FL)
- Praia Fluvial de Verdelhos (FL)
- Praia Fluvial do Ourondinho (FL)
- Praia Fluvial do Ourondo (FL)

### Ferreira do Zêzere
- Piscina flutuante do Lago Azul (FL)

### Figueira da Foz
- Praia do Cabedelo (NT, BA)
- Praia de Cova-Gala (NT, BA)
- Praia de Leirosa (BA)
- Praia do Relógio (BA)
- Praia de Quiaios (BA)

### Figueiró dos Vinhos
- Praia fluvial de Aldeia Ana de Aviz (FL, BA)
- Praia fluvial das Fragas de São Simão (FL) 39° 54′ 58″ N, 8° 19′ 00″ O

### Fornos de Algodres
- Praia Fluvial de Ponte de Juncais (FL)

### Fundão
- Barragem da Capinha (FL)
- Praia Fluvial de Castelo Novo (FL)
- Praia Fluvial de Janeiro de Cima (FL)
- Zona balnear de Lavacolhos (FL)
- Zona balnear de Souto da Casa (FL)

### Góis
- Praia Fluvial das Canaveias (FL)
- Praia Fluvial da Peneda/Pego Escuro (FL)

### Gouveia
- Praia Fluvial do Vale do Rossim (FL)

### Guarda
- Praia Fluvial de Valhelhas (FL)
- Praia Fluvial da Aldeia Viçosa (FL)
- Barragem do Caldeirão (FL)
- Praia Fluvial Quinta da Taberna (FL)

### Idanha-a-Nova
- Praia Fluvial do Pego (FL)
- Barragem da Idanha (Barragem Marechal Carmona)

### Ílhavo

Praia da Barra, em Ílhavo

- Praia da Barra (BA)
- Praia da Costa Nova (BA)

### Leiria
- Praia do Fausto
- Praia da Lugar das Pedras
- Praia de Pedrógão

### Lousã
- Praia da Bogueira (FL)
- Praia da Senhora da Graça (FL)
- Praia da Senhora da Piedade (FL)

### Mação
- Praia Fluvial do Carvoeiro (FL)
- Praia Fluvial de Cardigos (FL)
- Praia Fluvial da Ortiga (FL)

### Marinha Grande
| - Praia da Concha - Praia da Pedra Negras - Praia do Samouco - Praia de São Pedro de Moel |  | - Praia das Valeiras - Praia Velha - Praia da Vieira |

### Mira
- Praia de Mira (BA)

### Murtosa
- Praia da Torreira (BA)

### Oleiros
- Praia Fluvial do Açude Pinto (FL)

### Oliveira do Hospital
- Praia Fluvial de Alvôco das Várzeas (FL)
- Praia Fluvial de Sandomil

### Ovar
- Praia da Cortegaça (BA)
- Praia de Esmoriz (BA)
- Praia do Furadouro (BA)

### Pampilhosa da Serra
- Praia Fluvial da Pampilhosa da Serra (FL)
- Praia Fluvial do Pessegueiro (FL)
- Praia Fluvial da Albufeira de Santa Luzia (FL)
- Praia Fluvial de Janeiro de Baixo (FL)

### Penela
- Praia da Louçainha (FL)

### Pombal
- Praia Fonte dos Agriões
- Praia do Osso da Baleia (BA)

### Proença-a-Nova
- Praia Fluvial de Aldeia Ruiva (FL)
- Praia Fluvial de Alvito da Beira (FL)
- Praia Fluvial de Fróia (FL)
- Praia Fluvial do Malhadal (FL)

### Sabugal
- Praia Fluvial da Albufeira de Alfaiates (FL)
- Praia da Ínsua
- Praia da Lameira

### São João da Pesqueira
- Praia Fluvial de São Martinho (Nagozelo do Douro)

### Seia
- Praia Fluvial de Loriga (FL)
- Praia Fluvial do Sabugueiro (FL)
- Praia Fluvial da Vila Cova à Coelheira (FL)
- Praia Fluvial de Lapa dos Dinheiros (FL)
- Praia Fluvial de Sandomil (FL)

### Sertã
- Praia Fluvial da Ribeira Grande (FL)
- Praia Fluvial do Troviscal (FL)

### Vagos
- Praia da Vagueira (BA)
- Praia do Areão(BA)

### Vila de Rei
- Praia Fluvial de Bostelim (FL, BA)
- Praia Fluvial do Penedo Furado (FL)
- Praia Fluvial do Pego das Cancelas (FL)
- Praia Fluvial de Fernandaires (FL)
- Praia Fluvial da Zaboeira (FL)

## Lisboa

### Alcobaça
| - Praia de Água de Madeiros - Praia da Pedra do Ouro - Praia da Polvoeira - Praia de Paredes da Vitória - Praia do Vale Furado - Praia de Águas Luxuosas - Praia da Légua - Praia da Falca - Praia do Salgado (Nazaré/Alcobaça) - Praia da Gralha - Praia de São Martinho do Porto |

### Almada

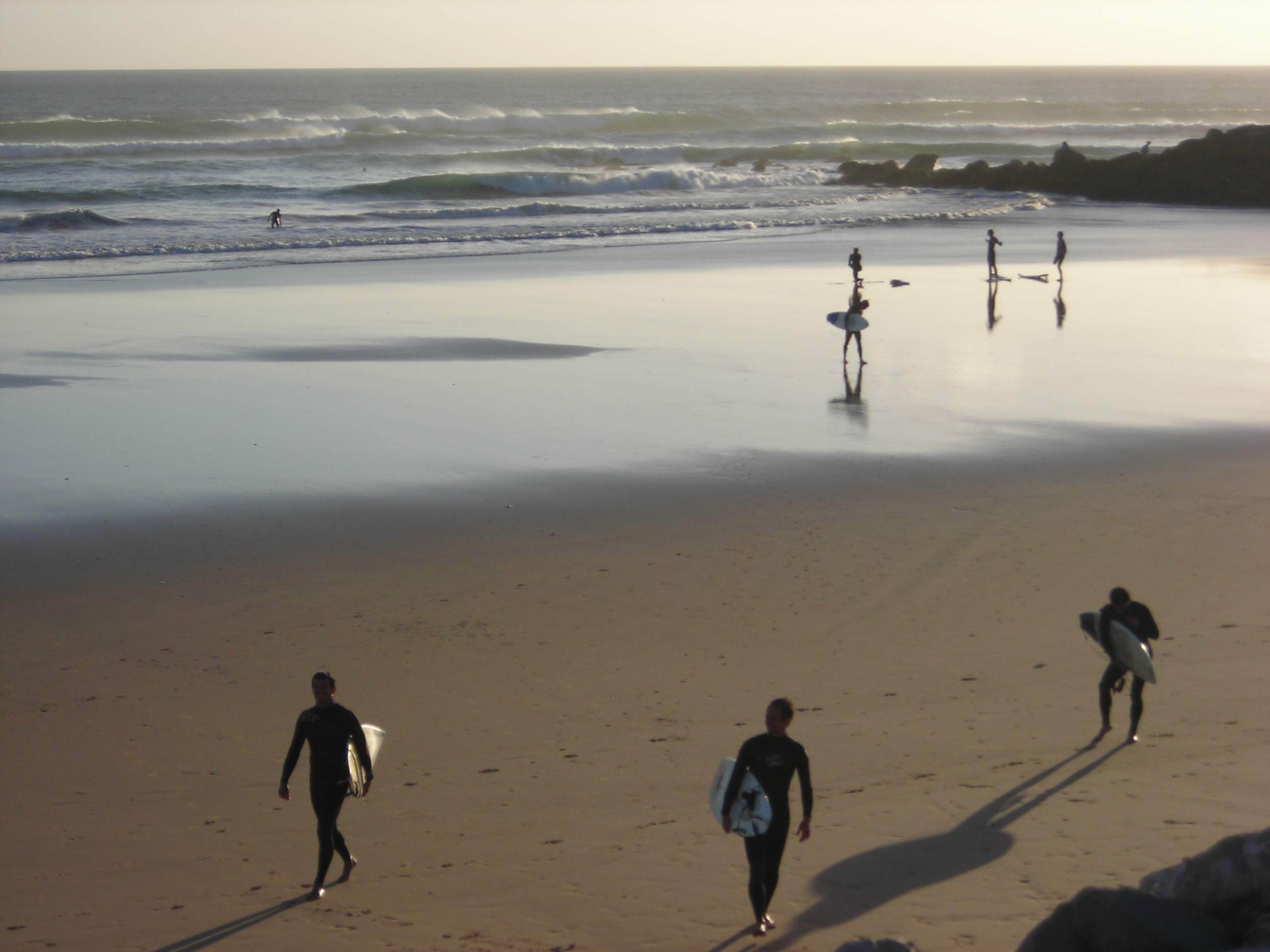
Zona costeira de Almada.

| - Praia das Acácias (BA) - Praia do Albatroz - Praia do Banheiro - Praia da Bela Vista (NO) - Praia da Bexiga - Praia da Cabana Bar - Praia da Cabana do Pescador (BA) - Praia do Castelo (BA) - Praia CCA - Praia CCL - Praia do CDS (BA) - Praia do Centro - Praia da Cova do Vapor - Praia das Delícias da Praia |  | - Praia da GNR - Praia do Golfinho - Praia do Inatel - Praia da Lareira - Praia da Maré Viva - Praia da Mata (BA) - Praia dos Medos - Praia da Morena - Praia Nova - Praia do Ó-Ti-João - Praia do Oásis - Praia das Palmeiras - Praia do Paraíso |  | - Praia do Parque - Praia da Princesa - Praia da Rainha (BA) - Praia da Rampa - Praia do Rei (BA) - Praia da Riviera - Praia da Sereia (BA) - Praia SFUAP - Praia do Sol - Praia do Términus - Praia das Terras da Costa |

### Barreiro
- Alburrica (FL)

### Caldas da Rainha
- Praia da Foz do Arelho
- Praia do Mar (BA)
- Praia de Salir do Porto

### Cascais

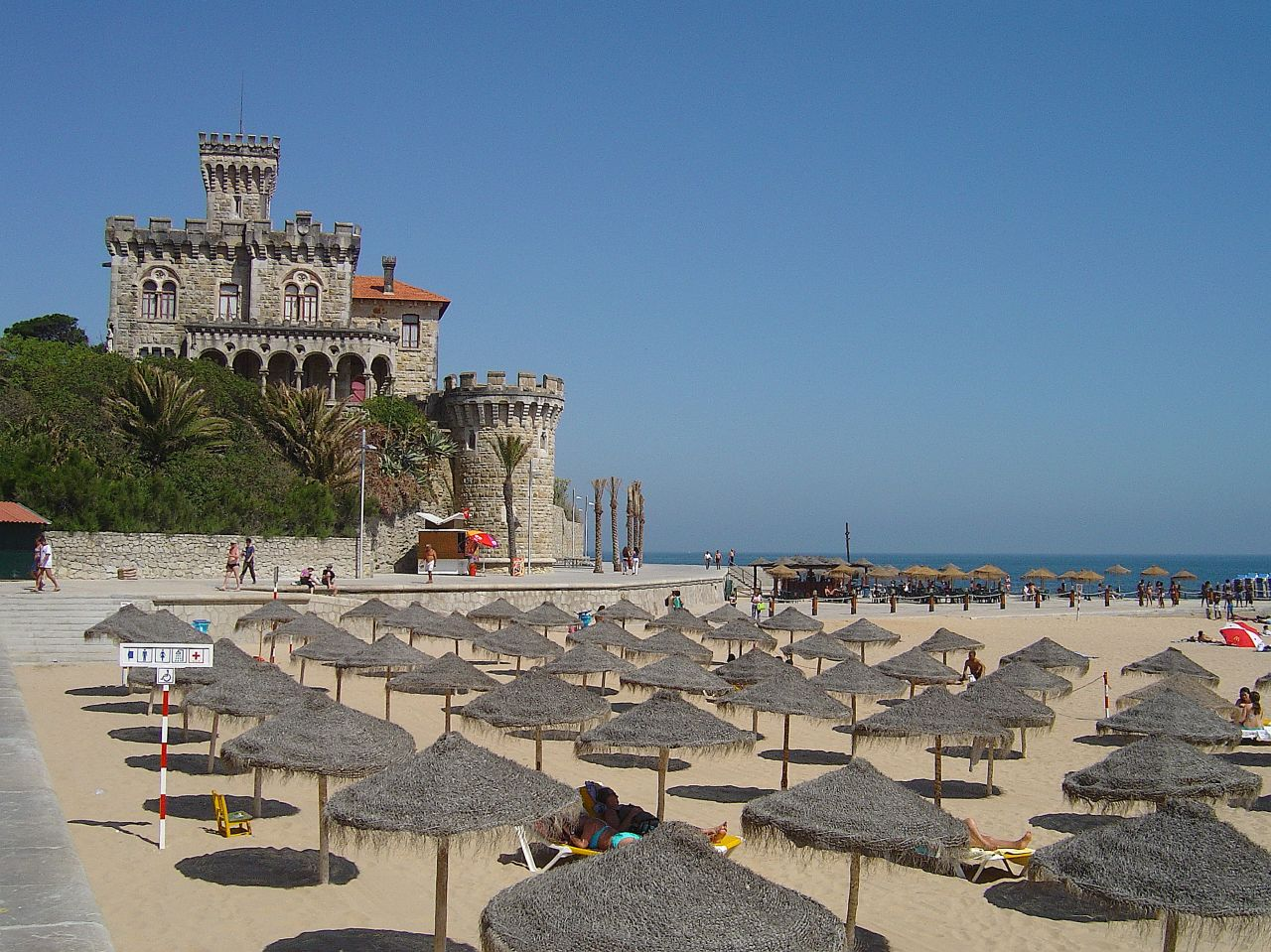
Praia do Tamariz, no Estoril.

| - Praia do Abano - Praia do Avencas - Praia da Azarujinha - Praia da Bafureira - Praia de Carcavelos - Praia da Conceição |  | - Praia da Crismina (BA) - Praia da Duquesa - Praia do Guincho (BA) - Praia da Parede (BA) - Praia dos Pescadores - Praia da Poça (BA) |  | - Praia da Rainha - Praia da Rata - Praia de São Pedro - Praia de São Pedro do Estoril - Praia do Tamariz (BA) |

### Lourinhã
| - Praia do Areal - Praia da Areia Branca (BA) - Praia do Caniçal - Praia de Paimogo - Praia da Peralta |  | - Praia de Porto das Barcas - Praia do Porto Dinheiro (BA) - Praia de Vale Frades - Praia de Valmitão (BA) - Praia de Zimbral |

### Mafra

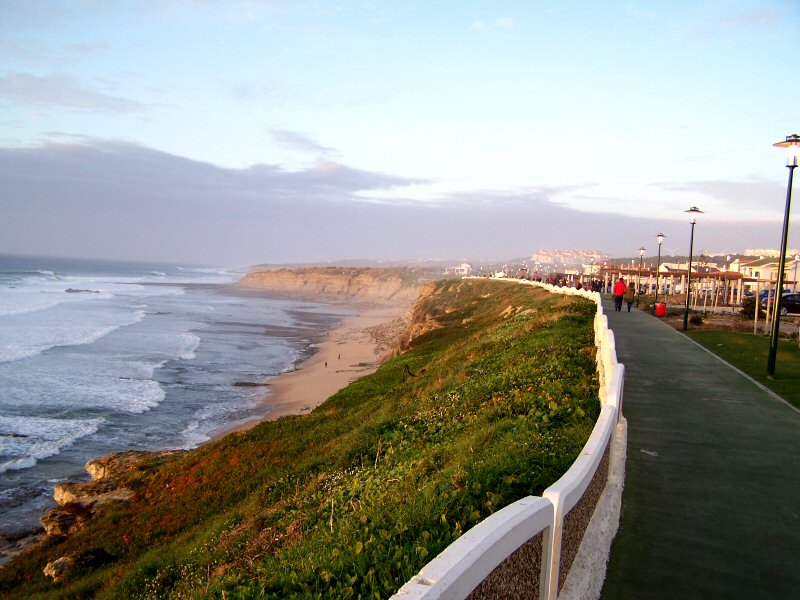
Praia da Ericeira (norte)

| - Praia do Alfação - Praia do Algodio - Praia do Banco do Cavalinho - Praia da Calada (BA) - Praia da Corre Água - Praia dos Coxos - Praia da Empa - Praia do Forte da Ericeira - Praia da Foz do Lizandro |  | - Praia do Foz do Falcão - Praia do Matadouro - Praia da Matinha - Praia do Muro da Galera - Praia da Orelheira - Praia do Penedo Mouro - Praia dos Pescadores - Praia da Pesqueira - Praia do Pesqueiro Alto |  | - Praia do Pissarão - Praia do Portinho Correia - Praia da Ribeira - Praia de Ribeira d´Ilhas (BA) - Praia de São Julião (Ericeira) - Praia de São Lourenço (Mafra) (BA) 39° 00′ 43″ N, 9° 25′ 16″ O - Praia do São Sebastião - Praia do Seixalinho - Praia do Sul (Baleia) - Praia dos Tombadoiros |

### Nazaré
- Praia da Nazaré (BA)
- Praia do Norte
- Praia do Salgado (NT)

### Óbidos
- Praia dos Belgas
- Praia da Lagoa de Óbidos
- Praia do Rei Cortiço

### Oeiras
- Praia de Algés
- Praia da Cruz Quebrada
- Praia do Dafundo
- Praia de Caxias (BA)
- Praia velha de Paço de Arcos ou dos Pescadores
- Praia de Paço de Arcos (BA)
- Praia das Fontainhas
- Praia de Santo Amaro de Oeiras (BA)
- Praia da Lage
- Praia da Torre (BA)

### Peniche
| - Praia do Baleal-Campismo - Praia do Baleal-Norte (BA) - Praia do Baleal-Sul (BA) - Praia da Consolação (BA) - Praia da Cova de Alfarroba (BA) - Praia da Gambôa (BA) |  | - Praia do Medão (Supertubos) (BA) - Praia do Molhe Leste - Praia de Peniche de Cima - Praia do Porto de Areia Sul - Praia de São Bernardino |

### Sesimbra
- Praia de Alfarim
- Praia do Areia do Mastro
- Praia da Baleeira
- Praia das Bicas
- Praia da Fonte da Telha
- Praia da Foz
- Praia do Inferno
- Praia da Lagoa de Albufeira-Mar
- Praia dos Lagosteiros

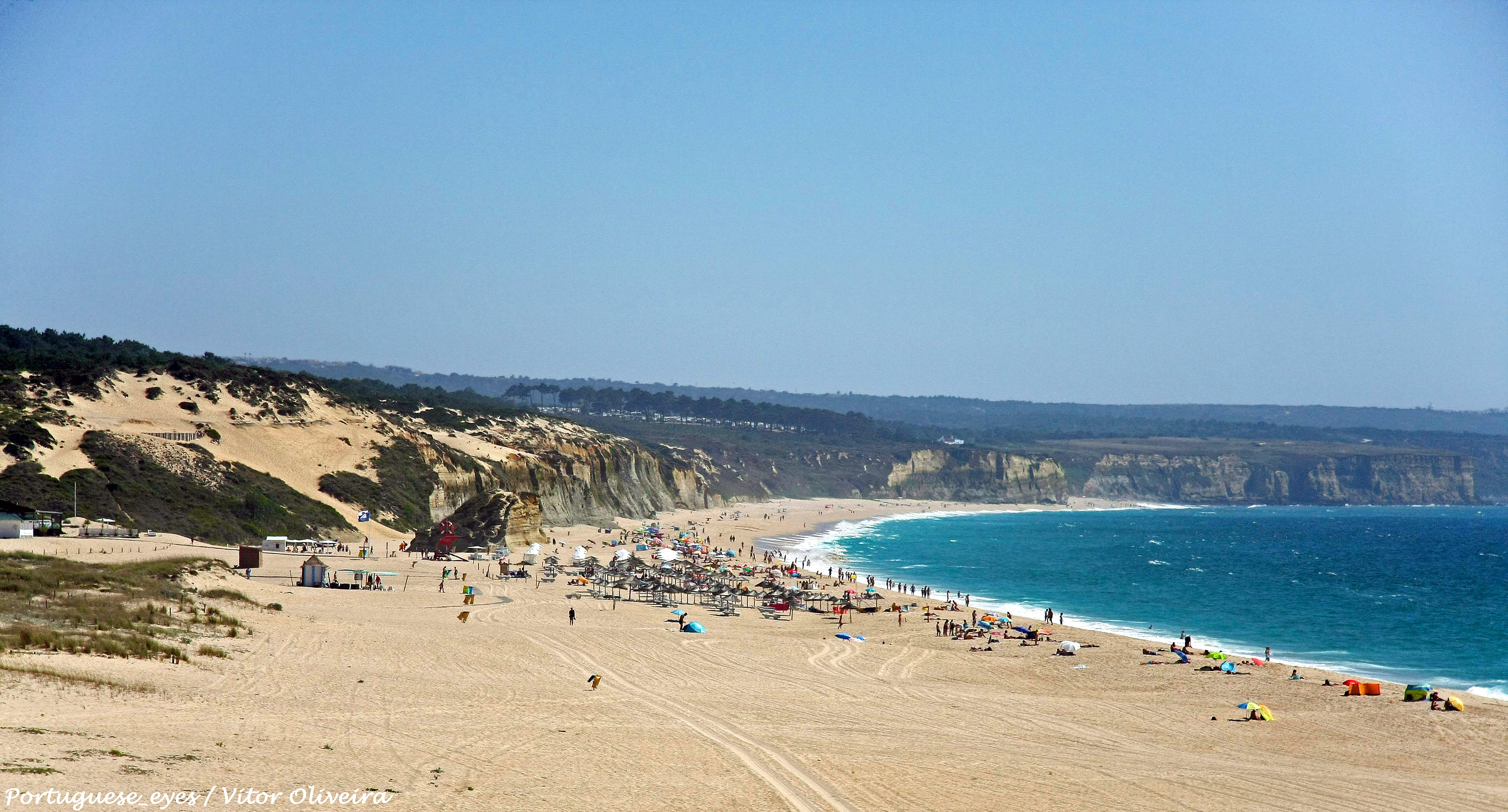
Praia do Meco (Moinho de Baixo)

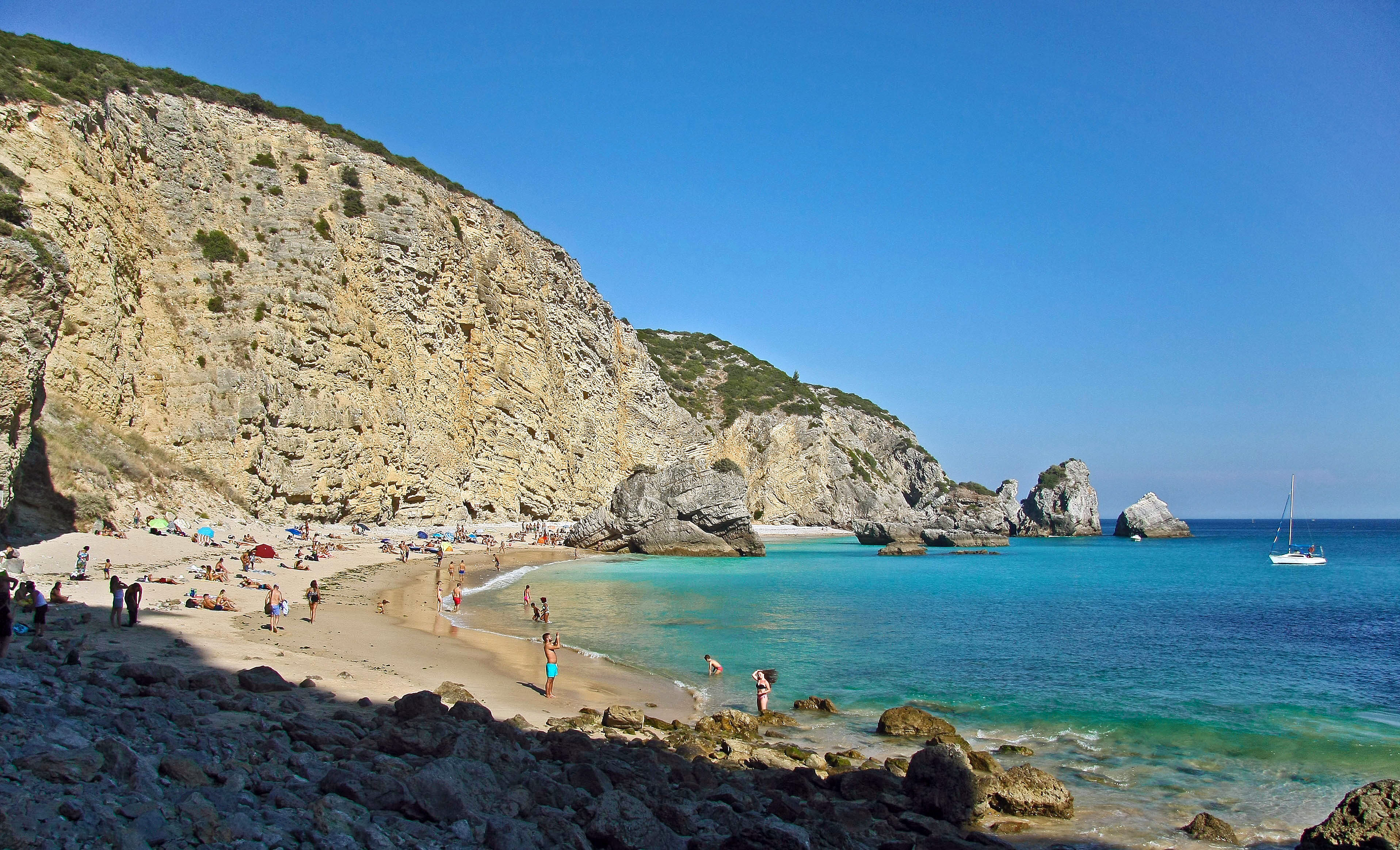
Praia do Ribeiro do Cavalo

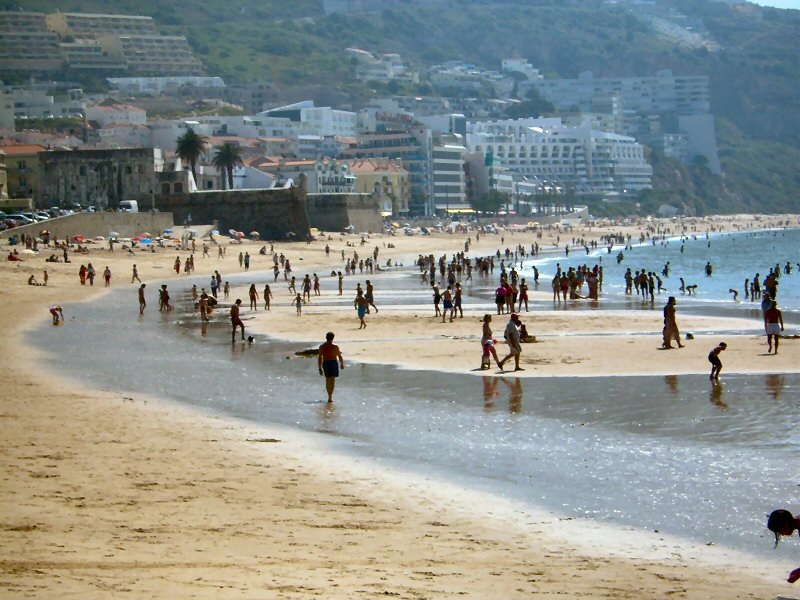
Praia de Sesimbra (Califórnia e Ouro)

- Praia do Meco (Moinho de Baixo) (NO)
- Praia da Mijona
- Praia dos Penedos
- Praia da Pipa
- Praia do Rebenta Bois
- Praia do Ribeiro do Cavalo
- Sesimbra (Praia da Califórnia e Praia do Ouro) (BA)
- Praia da Tramagueira

### Setúbal
- Praia da Saúde
- Praia de Albarquel
- Praia da Figueirinha (BA)
- Praia de Galapos
- Praia de Galapinhos
- Praia dos Coelhos
- Praia do Creiro
- Praia do Outão
- Praia do Portinho da Arrábida

### Sintra

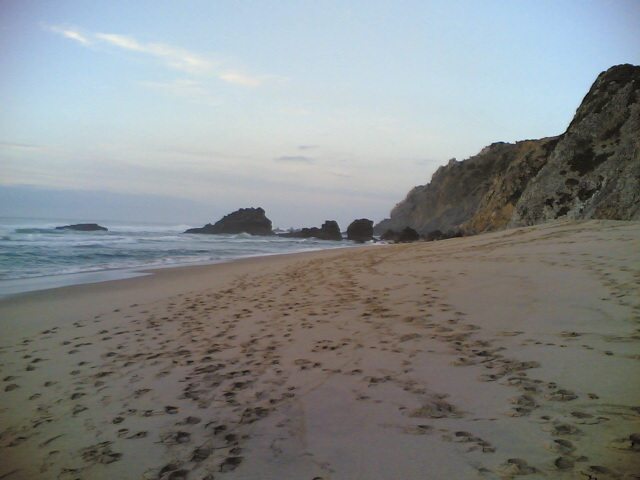
Praia da Adraga.

| - Praia da Adraga (BA, NT) - Praia da Aguda - Praia das Azenhas do Mar - Praia da Balela - Praia Grande (BA) |  | - Praia das Maçãs (BA) - Praia do Magoito (BA) - Praia do Poixo - Praia de São Julião (BA) - Praia da Ursa (NT) |

### Torres Vedras
- Praia Azul (BA)
- Praia da Física (BA)
- Praia Formosa (BA)
- Praia do Mirante (BA)
- Praia do Navio (BA)
- Praia do Pisão (BA)
- Praia de Santa Cruz (BA)
- Praia de Santa Rita (BA)

## Alentejo

### Alcoutim
- Praia Fluvial do Pego Fundo (FL)

### Gavião
- Praia da Quinta do Alamal (FL)

### Elvas/Campo Maior
- Praia Fluvial da Barragem do Caia (FL)

### Ferreira do Alentejo
- Praia Fluvial da Albuefira de Odivelas (FL)

### Fronteira
- Praia Fluvial do Parque da Ribeira Grande (FL)

### Grândola
| - Praia da Aberta Nova (BA) - Praia Atlântica (BA) - Praia do Bico das Lulas - Praia do Carvalhal (BA) - Praia da Comporta (NT, BA) - Praia da Costa da Galé |  | - Praia da Galé - Praia de Melides - Praia do Pego (BA) - Praia da Soltróia - Praia de Troiamar (BA) |

### Odemira

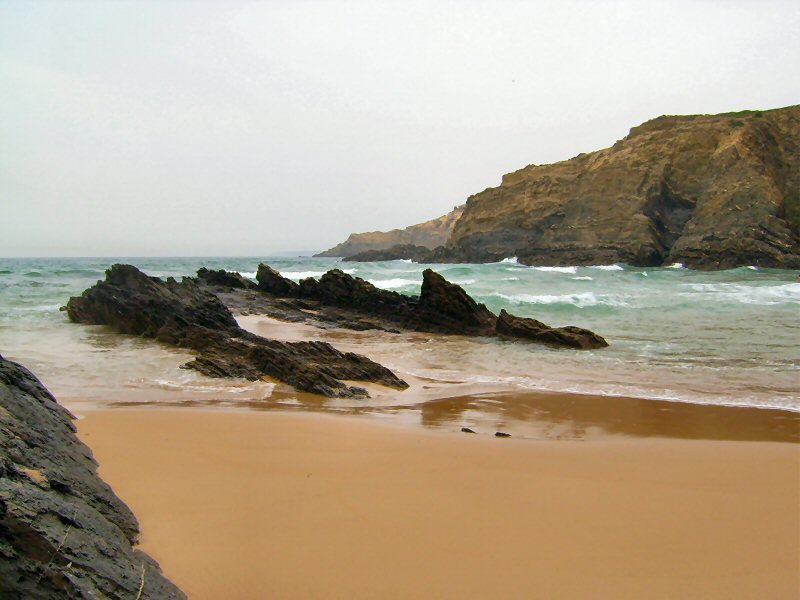
Praia do Carvalhal

| - Praia de Almograve - Praia dos Alteirinhos (NT) - Praia de Carvalhal - Praia de Faro |  | - Praia da Franquia - Praia das Furnas - Praia do Malhão (NO) - Praia da Zambujeira do Mar |

### Santiago do Cacém
- Praia da Costa
- Praia da Fonte do Cortiço (BA)
- Praia da Lagoa (Vila Nova de Santo André)
- Praia de Santo André (Vila Nova de Santo André)
- Praia do Monte Velho (NT)

### Sines

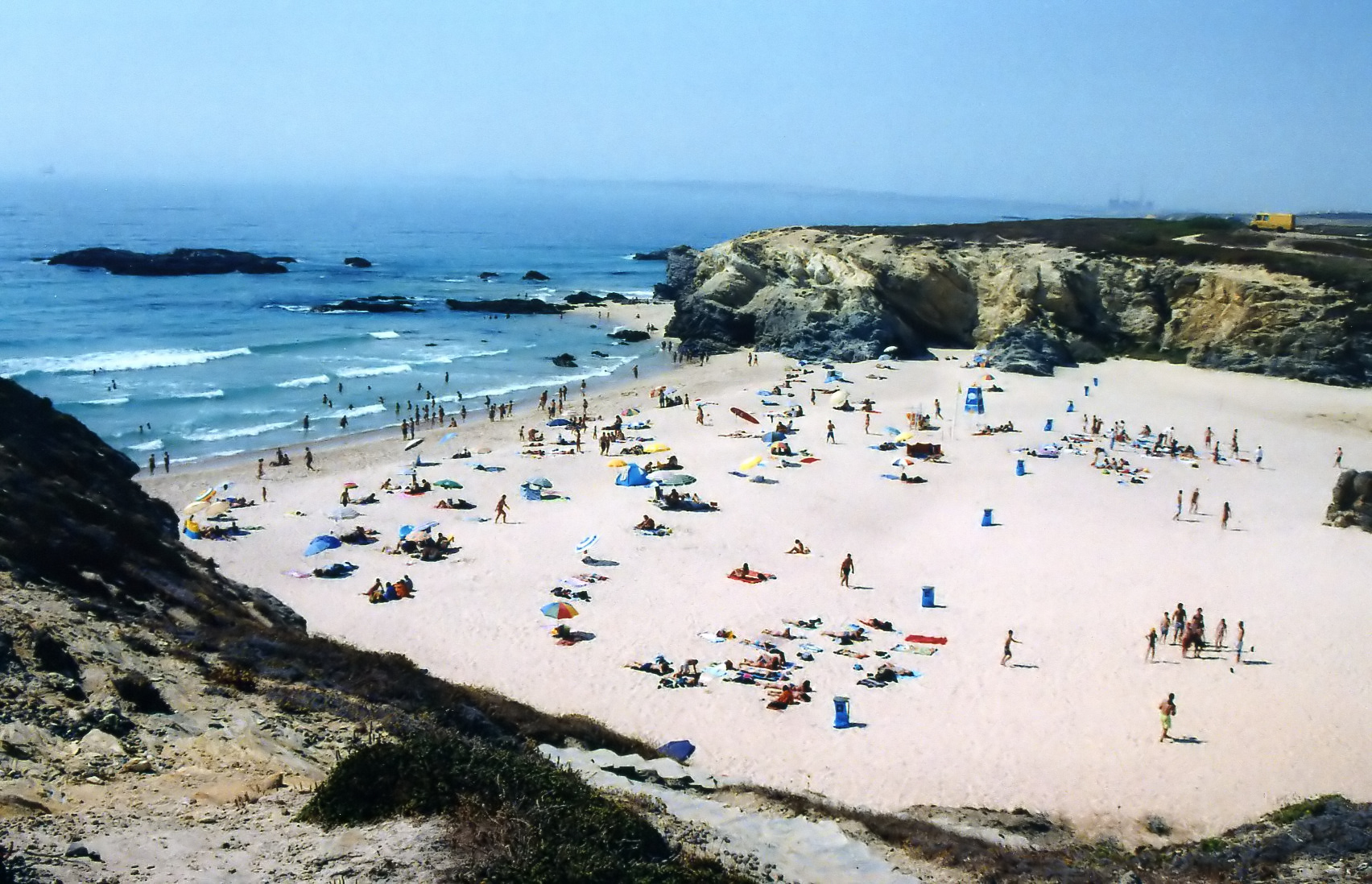
Porto Covo - Praia Grande

| - Praia de Aivados - Praia do Burrinho - Praia dos Búzios - Praia da Cerca Nova |  | - Praia do Cerro da Águia - Praia da Costa do Norte - Praia do Espingardeiro - Praia da Foz |  | - Praia Grande (Porto Covo) - Praia da Ilha do Pessegueiro (BA) - Praia de Morgavel (BA) - Praia da Navalheira |  | - Praia da Oliveirinha - Praia Pequena - Praia do Salto (NO) - Praia da Samouqueira |  | - Praia de São Torpes (BA) - Praia de Vale de Figueiros (BA) - Praia Vasco da Gama - Praia da Vieirinha |

## Algarve

### Albufeira

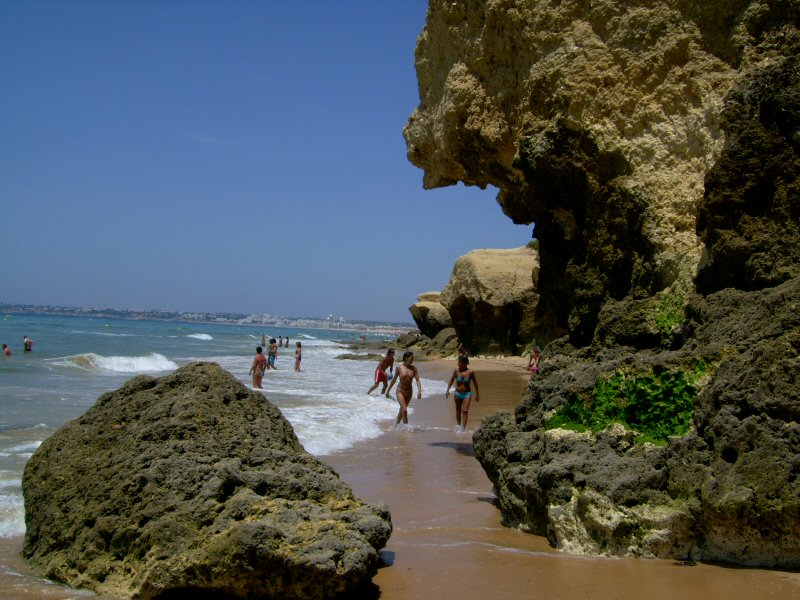
Praia da Galé - Pequena praia lado esquerdo

| - Praia dos Pescadores - Praia das Salamitras - Praia de Arrifes (BA) - Praia de Aveiros (BA) - Praia da Balaia |  | - Praia da Baleeira - Praia das Belharucas (BA) - Praia do Castelo (BA) - Praia da Coelha (BA) - Praia do Evaristo (BA) |  | - Praia da Falésia (BA) - Praia da Galé (BA) - Praia Manuel Lourenço (BA) - Praia de Maria Luísa (BA) - Praia Olhos de Água (BA) |  | - Praia Belharucas (BA) - Praia da Oura (BA) - Praia da Rocha Baixinha (BA) - Praia Rocha Baixinha Leste (BA) - Praia de Santa Eulália (BA) - Praia de São Rafael (BA) - Praia Salgados (BA) - Praia da Vigia |

### Aljezur

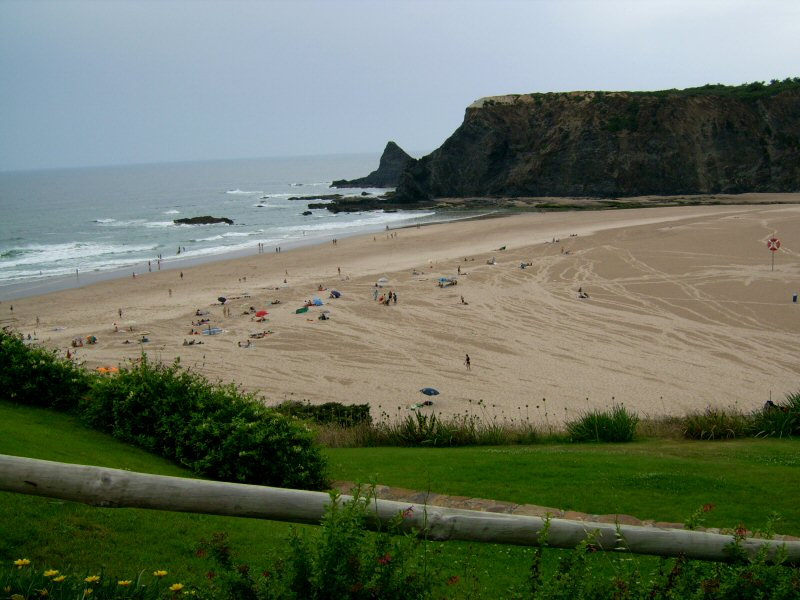
Praia de Odeceixe, a primeira do Algarve

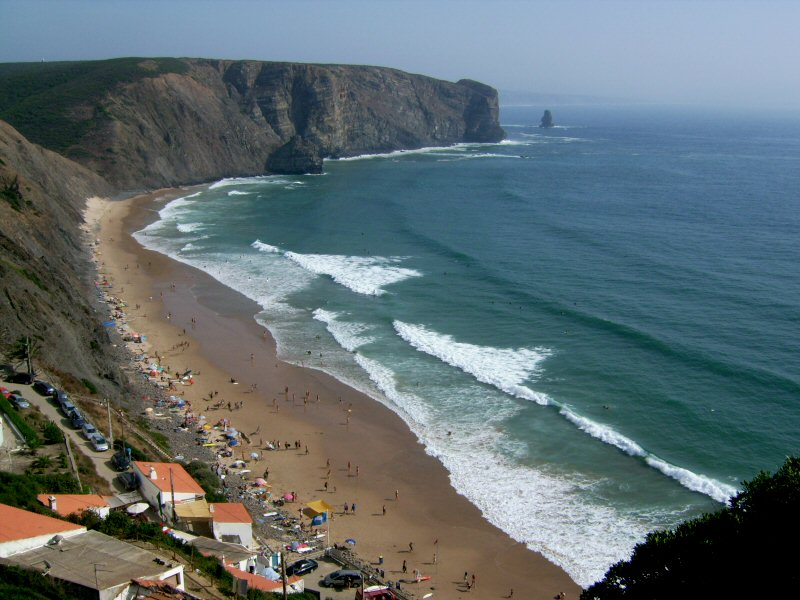
Praia da Arrifana

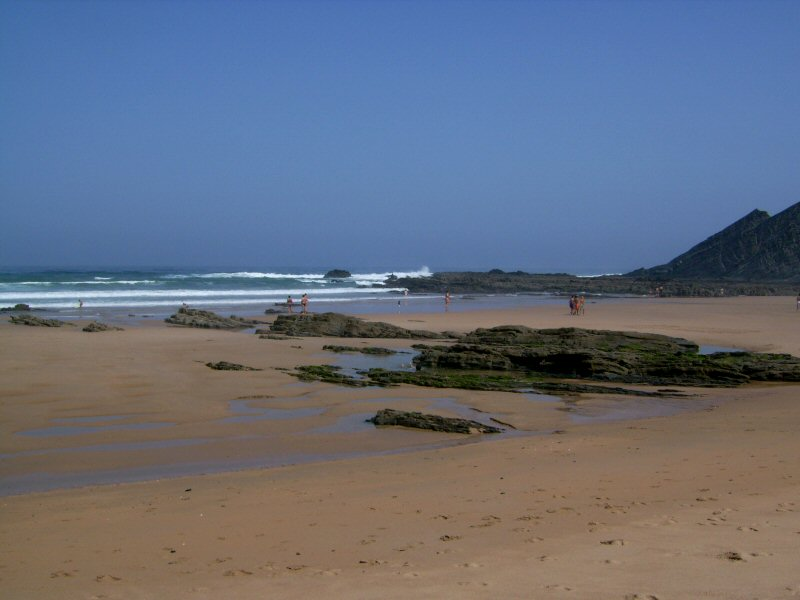
Praia da Amoreira

| - Praia das Adegas (NO) - Praia do Amado - Praia da Amoreira - Praia da Arrifana (BA) - Praia da Bordeira (NT) |  | - Praia do Canal - Praia da Carriagem - Praia do Monte Clérigo (BA) - Praia de Odeceixe (NT, BA) - Praia do Penedo |  | - Praia da Quebrada - Praia da Samouqueira - Praia de Vale dos Homens - Praia de Vale Figueiras |

### Castro Marim
- Praia da Alagoa
- Praia do Cabeço - Retur
- Praia Verde

### Faro
- Praia da Barreta (BA) (NO)
- Praia da Culatra (BA)
- Praia de Faro (BA) (NT)
- Praia da Ilha do Cabo de Santa Maria (NO)
- Praia da Ilha do Farol (BA)

### Lagoa

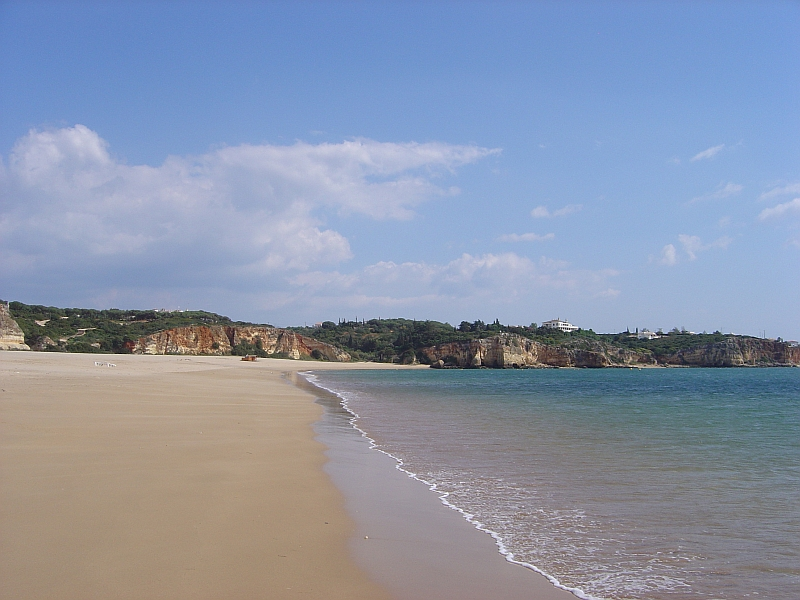
Praia Grande (Ferragudo)

| - Praia da Albandeira - Praia da Angrinha - Praia do Barranco - Praia do Barranquinho - Praia de Benagil - Praia dos Caneiros (BA) - Praia do Carvalho - Praia de Carvoeiro (BA) - Praia da Cova Redonda - Praia de Ferragudo |  | - Praia Grande (Ferragudo) - Praia do Levante - Praia da Marinha - Praia do Mato - Praia do Molhe - Praia Nova - Praia de Nossa Senhora da Rocha (BA) - Praia do Pintadinho - Praia dos Tremoços - Praia do Vale de Centeanes (BA) |

### Lagos
| - Praia do Canavial (NT) - Praia de Dona Ana (BA) - Praia da Luz (BA) - Praia da Meia Praia (BA) - Praia dos Pinheiros (NT) - Praia da Ponta da Piedade - Praia do Porto de Mós (BA) - Praia da Batata (BA) - Praia do Pinhão |

### Loulé
| - Praia do Ancão (BA) - Praia da Duna - Praia do Garrão (BA) - Praia de Quarteira (BA) - Praia do Trafal (NT) |  | - Praia da Quinta do Lago (BA) - Praia de Vale de Lobo (BA) - Praia de Vilamoura (BA) |

### Olhão
- Praia da Armona (NT, BA)
- Praia da Fuzeta
- Praia dos Tesos

### Portimão
| - Praia do Alvor (BA) - Praia de João de Arens (NT) - Prainha - Praia da Rocha (BA) |  | - Praia dos Três Castelos (BA) - Praia dos Três Irmãos (BA) - Praia do Vau (BA) |

### Silves (Portugal)
| - Praia Grande (NT) - Praia de Armação de Pêra |

### Tavira
- Praia do Lacém
- Praia de Cabanas de Tavira
- Praia da Ilha de Tavira
- Praia das Quatro Águas (NT)
- Praia da Terra Estreita
- Praia do Barril (NO) (na extremidade poente)
- Praia do Homem Nu (NT)

### Vila do Bispo
| - Praia da Água - Praia da Almádena - Praia da Baleeira - Praia do Barranco - Praia da Barriga - Praia de Beliche (NT) - Praia da Boca do Rio - Praia do Burgau - Praia de Cabanas Velhas (NT) - Praia do Castelejo - Praia da Cordoama - Praia da Figueira - Praia das Furnas (NT) - Praia da Foz de Benaçoitão - Praia da Ingrina - Praia de José Vaz - Praia da Mareta - Praia do Martinhal - Praia do Mirouço - Praia dos Mouranitos - Praia do Murração - Praia da Ponta Ruiva - Praia dos Rebolinhos - Praia da Salema - Praia do Telheiro - Praia do Tonel - Praia das Velhas - Praia do Zavial (NT) |

### Vila Real de Santo António
- Praia de Vila Real de Santo António
- Praia de Monte Gordo (BA)
- Praia de Adão e Eva
- Praia da Lota
- Praia da Manta Rota (BA)
- Praia de Cacela Velha (NT)
- Praia da Fábrica

## Madeira

### Calheta
- Praia da Calheta (BA)

### Funchal
| - Praia do Areeiro - Praia da Barreirinha (BA) - Praia do Clube Naval (BA) - Praia da Formosa (BA) - Praia do Gorgulho - Praia do Lido (BA) |  | - Praia dos Namorados - Praia Nova - Praia das Poças do Gomes (BA) - Praia das Poças do Governador - Praia de São Tiago |

### Machico
- Praia de Machico
- Praia da Ribeira do Natal
- Praia da Banda de Além

### Ponta do Sol
- Praia da Madalena do Mar (BA)
- Praia da Ponta do Sol (BA)

### Porto Moniz
- Praia da Laje
- Praia de Porto Moniz (BA)

### Porto Santo

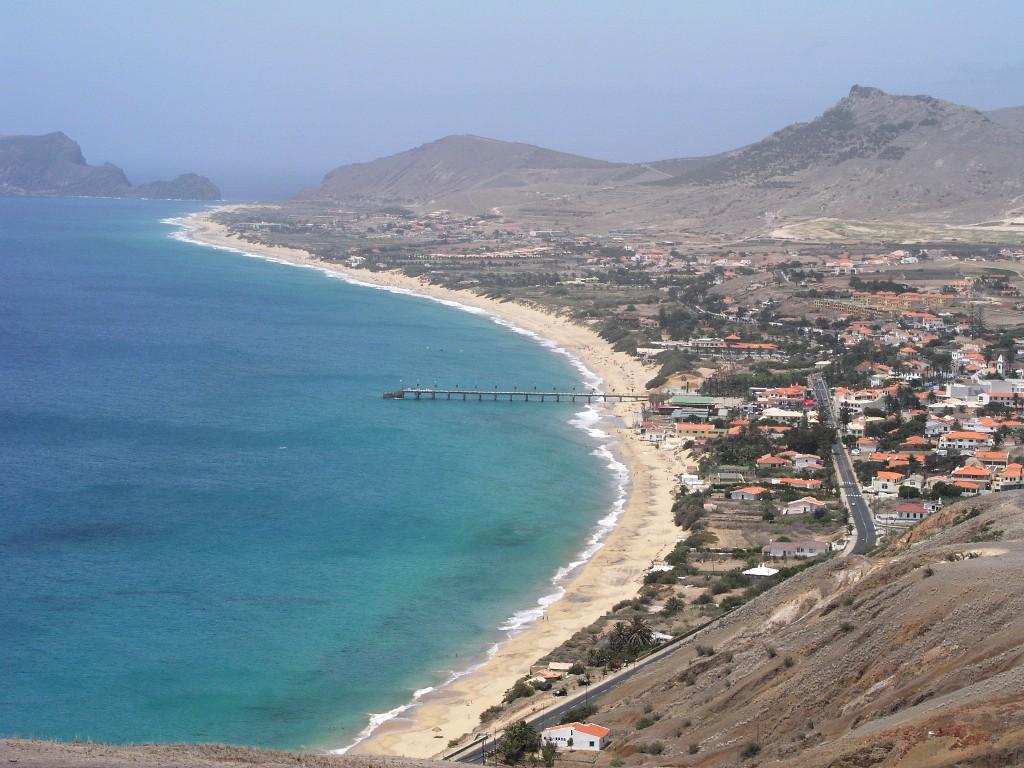
Praia do Porto Santo.

- Praia da Fontinha (BA)

### Ribeira Brava
- Praia da Ribeira Brava (BA)

### Santa Cruz
- Praia do Galo Mar (BA)
- Praia das Palmeiras (BA)
- Praia dos Reis Magos
- Praia da Roca Mar
- Praia de São Fernando

### Santana
- Praia do Calhau de São Jorge
- Praia da Foz da Ribeira do Faial (BA)

## Açores
Lista completa de Praias dos Açores

### Angra do Heroísmo
| - Praia das Cinco Ribeiras (BA) - Praia das Escaleiras - Praia Grande - Praia do Negrito - Prainha (Angra do Heroísmo) |  | - Praia das Quatro Ribeiras - Praia da Salga (BA) - Praia dos Salgueiros - Praia dos Sargentos - Praia da Silveira (BA) |

### Horta
- Praia do Almoxarife
- Praia de Porto Pim
- Praia do Varadouro (BA)

### Lagoa
- Praia da Caloura (BA)

### Ponta Delgada
- Praia das Milícias (BA)
- Praia dos Mosteiros
- Praia do Pópulo (BA)
- Praia de São Roque

### Povoação
- Praia do Fogo

### Praia da Vitória
- Praia dos Biscoitos (BA)
- Praia das Escaleiras (BA)
- Praia de Porto Martins (BA)
- Praia Grande (Praia da Vitória) (BA)
- Praínha (BA)
- Praia da Riviera
- Praia dos Oficiais
- Praia dos Sargentos

### Ribeira Grande
- Praia das Calhetas (BA)
- Praia dos Moinhos
- Praia dos Porto de Maio
- Praia dos Porto Formoso
- Praia do Rabo de Peixe

### Vila do Porto
- Praia dos Anjos (BA)
- Praia da Formosa (BA)
- Praia da Maia (BA)
- Praia de São Lourenço (BA)

### Vila Franca do Campo
- Praia de Água de Alto (BA)
- Praia dos Trinta Reis
- Praia de Corpo Santo (BA)
- Praia do Ilhéu de Vila Franca
- Praia da Rainha
- Praia da Vinha da Areia (BA)